# (205) Марфа
(205) Марфа (лат. Martha) — довольно крупный астероид главного пояса, принадлежащий к тёмным астероидам спектрального класса C, богатых различными углеродными соединениями, и обладающий довольно медленным собственным вращением. 

Орбита астероида Марфа и его положение в Солнечной системе
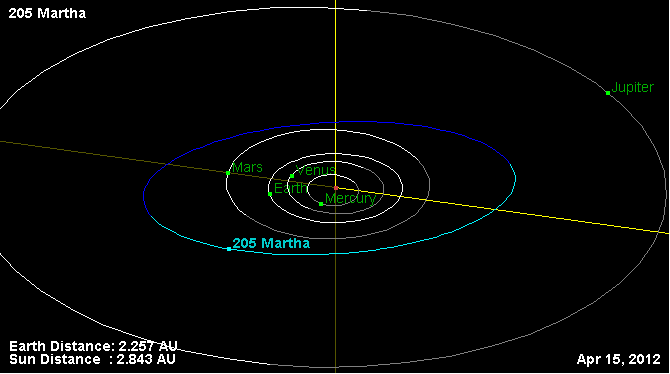
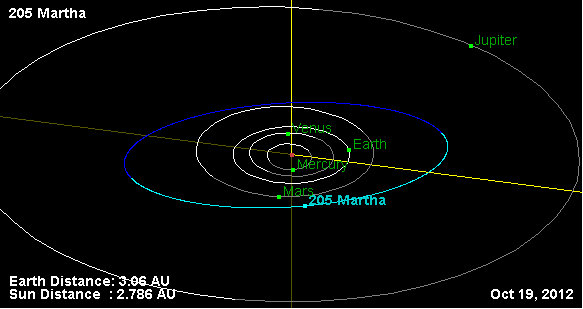

Он был открыт 13 октября 1879 года австрийским астрономом Иоганном Пализой в обсерватории города Пула, Хорватия и назван в честь Марфы, женщины из Нового Завета, которая была одной из сестёр Лазаря из Вифании.